# Lucas Pratto
Lucas David Pratto (La Plata, 4 de junho de 1988) é um futebolista argentino que atua como centroavante. Atualmente joga pelo Sarmiento.
Pratto iniciou sua carreira na Argentina e passou por clubes de primeira divisão na Noruega, Itália, Chile e  Brasil, além de seu país natal, antes de se transferir para sua equipe atual. Em 2014 foi eleito o Futebolista do Ano na Argentina.

## Infância e juventude
Pratto nasceu em La Plata e viveu a maior parte de sua infância e juventude no bairro de Altos, de San Lorenzo. Começou a jogar futebol no clube local Gimnasia de Los Hornos e foi rejeitado pelas categorias inferiores do Estudiantes de La Plata, até que foi aceito nas equipes de base do Defensores de Cambaceres, clube no qual seu irmão jogava à época.

## Carreira

### Boca Juniors
Após o Cambaceres, Pratto foi para as categorias de base do Boca Juniors em 2006 por indicação de Martín Palermo. No clube de La Boca jogou nas divisões inferiores, onde marcou mais de 20 gols e formou dupla de ataque com Óscar Trejo.

#### Empréstimos
Em junho de 2007 foi emprestado ao Tigre, onde se manteve entre os reservas em sua primeira temporada. A saída de Leandro Lázzaro para o Estudiantes, entretanto, permitiu que Pratto conseguisse espaço na escalação e disputasse a possibilidade de ser o atacante titular da equipe. Depois da partida de Lázzaro, Pratto jogou 10 partidas no Clausura de 2008, e marcou contra o San Martín de San Juan o gol da vitória por 2–1 em casa, no Estádio José Dellagiovanna.
Em 2 de agosto de 2008 Pratto chegou ao clube norueguês Lyn, emprestado pelo Boca. Em 15 de agosto estreou com gol em uma derrota por 3–1 para o Molde FK pela Tippeligaen, entrando como substituto aos 71 minutos. Entre 2008 e 2009 fez 21 jogos pelo Lyn na liga norueguesa e marcou quatro gols.[carece de fontes?] O atacante retornou então à Argentina para juntar-se a equipe principal do Boca, à época treinado por Alfio Basile.
Após ser descartado novamente pelo clube de La Bombonera, Pratto foi emprestado novamente no primeiro semestre de 2010, desta vez no Unión de Santa Fé, então da Primera B Nacional.[carece de fontes?]

### Universidad Católica
Em 29 de junho de 2010 Pratto foi transferido para a Universidad Católica, do Chile, dessa vez em uma negociação envolvendo a extensão de contrato de Gary Medel com o Boca.
No clube chileno, Pratto marcou em sua estreia contra o Everton, em um empate por 1–1 pelo campeonato em Viña del Mar. A princípio, o centroavante foi fortemente criticado por sua má forma na equipe de Las Condes, mas gols importantes no final da temporada contra Universidad de Chile e Cobreloa ajudaram a Católica a vencer seu 10º título do Campeonato Chileno em 2010.
Iniciou bem a temporada 2011, marcando seis gols na Copa Libertadores (incluindo dois contra o Grêmio, em uma vitória histórica por 2–1 em Porto Alegre) e seis no campeonato, o que, aliado a boas exibições, lhe permitiu ser vendido pelo Boca para o Genoa, da Serie A italiana, por US$2,4 milhões.

### Genoa
Pratto chegou ao clube genovês em 30 de junho de 2011, tendo sido descrito alguns meses antes pelo presidente Enrico Preziosi como o novo Diego Milito da equipe. Estreou oficialmente como titular no primeiro jogo do Genoa pela Coppa Italia de 2011–12, uma vitória em casa por 4–3 contra a Nocerina, em que ele marcou o segundo gol da equipe depois de uma assistência de Kévin Constant.[carece de fontes?] Sua estreia na Serie A ocorreu em 11 de setembro em um empate por 2–2 com a Atalanta pela primeira rodada da liga, e seu primeiro gol aconteceu em 18 de dezembro em uma vitória por 2–1 sobre o Bologna, sendo o tento vencedor do encontro aos 85 minutos. Seu segundo gol na Copa da Itália se deu em 24 de novembro contra o Bari, em uma vitória por 3–2, em que mais uma vez Pratto marcou o gol que definiu a vitória; uma cabeçada impressionante aos 115º minutos da prorrogação.
Pratto fez boa dupla de ataque com Rodrigo Palacio, mas o treinador Alberto Malesani, por quem foi selecionado para a equipe titular, foi despedido em dezembro de 2011. Desde então o argentino não jogou durante o restante da temporada, tendo sido relegado ao banco pelos técnicos seguintes (Pasquale Marino, o próprio Malesani novamente e Luigi De Canio).[carece de fontes?]

### Vélez Sarsfield
No início de 2012, Pratto retornou à Argentina para jogar pelo Vélez Sarsfield, tendo sido contratado em empréstimo com opção de compra para disputar a Copa Libertadores. Depois de uma primeira temporada regular na equipe de Liniers, em que participou de 20 jogos e marcou quatro gols, Pratto se tornou titular durante a campanha vencedora do Vélez no Torneo Inicial de 2012. Pratto fez parceria com Facundo Ferreyra, e teve um papel importante, participando de todos os 19 jogos e marcando sete gols.
Em janeiro de 2013 foi noticiado que o Vélez havia chegado a um acordo com o Genoa para a aquisição permanente do jogador por três temporadas. Em 29 de junho Pratto marcou o tento vencedor na Superfinal, a partida que concluiu a temporada 2012–13 da Primeira Divisão argentina, na qual o Vélez venceu o Newell's por 1–0 e se sagrou supercampeão. No final do ano, Pratto foi eleito como o melhor jogador do Vélez na temporada.
No começo de 2014 o atacante venceu a Supercopa Argentina com sua equipe, e foi o artilheiro do Torneo de Transición daquele ano com 11 gols. Por suas exibições Pratto foi novamente escolhido o jogador do ano do Vélez e recebeu o prêmio Olimpia de Plata, eleito pelo Círculo de Periodistas Deportivos como o melhor jogador do ano na Argentina.

### Atlético Mineiro
Em 17 de dezembro de 2014, o Atlético Mineiro anunciou sua contratação por quatro temporadas. Em sua estreia não-oficial, Pratto marcou o primeiro gol do Atlético em uma vitória por 4–2 sobre o Shakhtar Donetsk, em partida amistosa. Marcou também em sua estreia oficial, contra o Tupi pela primeira rodada do Campeonato Mineiro de 2015, bem como em sua estreia pelo clube na Copa Libertadores, na qual marcou o gol de uma vitória fora por 1–0 contra o Independiente Santa Fé.
Pratto foi decisivo no segundo confronto pelas semifinais do Campeonato Mineiro, marcando os dois gols da virada atleticana por 2–1 sobre o arquirrival Cruzeiro após assistências de Guilherme, que levaram a equipe à final. O Atlético foi o vencedor da competição e Pratto, artilheiro da equipe com seis gols, foi escolhido para a seleção do campeonato, foi eleito o Craque do certame e logo em seguida virou ídolo da torcida do Galo.
Em julho de 2015 Pratto se tornou o maior artilheiro estrangeiro da história do Atlético Mineiro e marcou seu primeiro hat-trick na carreira, com três gols no primeiro tempo de uma vitória por 3–1 sobre o São Paulo no Mineirão.
Ao final do ano, a grande temporada de estreia do atacante argentino no futebol brasileiro foi coroada com a indicação de Pratto ao título de melhor futebolista estrangeiro do ano de 2015, no Prêmio Craque do Brasileirão.
Suas boas atuações, aliada a falta de bons atacantes na Seleção Brasileira (e por ainda não ter sido convocado para a Seleção Argentina) fez com que a imprensa brasileira começasse a fazer um lobby para que Pratto fosse convocado para a Seleção Brasileira. 93% da torcida brasileira que respondeu a uma enquete disse ser uma boa opção para a Seleção. Em outubro de 2015, o empresário e o advogado de Pratto iniciaram um processo de naturalização, a pedido de Pratto. Dias depois, porém, Pratto concedeu uma entrevista à Goal Argentina e deixou claro que antes queria esgotar todas as possibilidades na Albiceleste.
No dia 24 de fevereiro de 2016, o atacante alvinegro atingiu a marca de 100 gols na carreira ao marcar o tento da vitória atleticana, por 1 a 0, sobre o Independiente del Valle, em partida válida pela Libertadores.
Devido a lesão de Leonardo Silva, Pratto foi o escolhido por Marcelo Oliveira para ser o capitão da equipe na partida de ida da semifinal da Copa do Brasil, contra o Internacional em Porto Alegre. O atacante não decepcionou: Pratto foi decisivo na vitória atleticana por 2 a 1, com uma assistência e um gol, para que o time saísse em vantagem na disputa por uma vaga na grande final. No jogo da volta, no Independência, no feriado do dia 2 de novembro, Pratto viveu mais um dia especial: além de completar 100 jogos pelo Galo, o atacante ainda participou dos dois gols do Galo no empate por 2 a 2 que garantiu ao time do Galo sua vaga na final da Copa do Brasil: deu assistência para o gol do Robinho no final do 1º tempo, e no 2º tempo foi Robinho quem retribuiu a assistência ao Pratto que fez o segundo do Galo no jogo.

### São Paulo

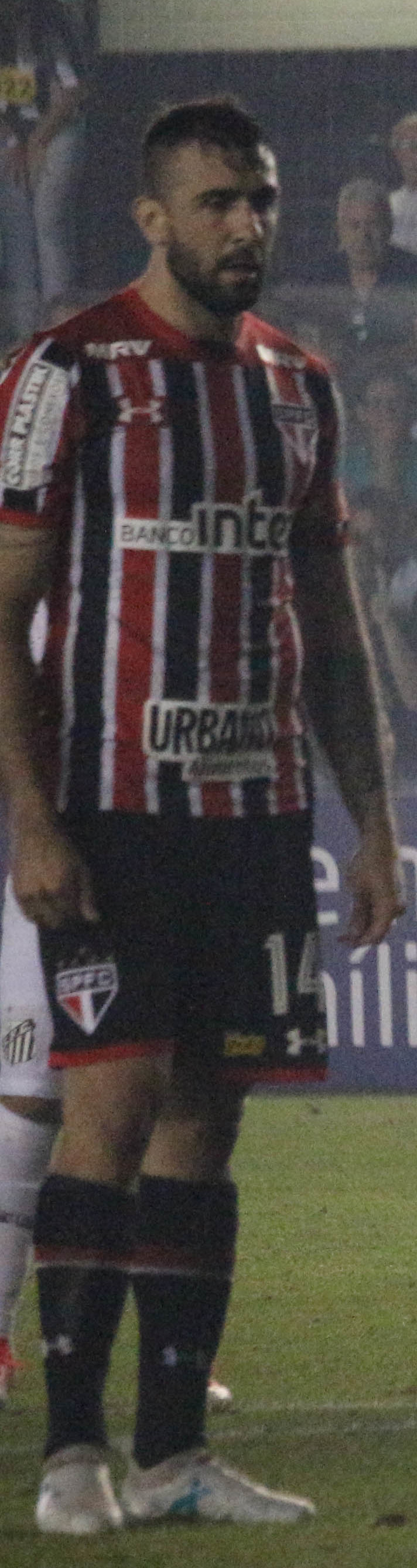
Pratto jogando pelo São Paulo em 2017

Em 10 de fevereiro de 2017, foi anunciado como novo jogador do São Paulo, assinando contrato por quatro temporadas. No total, o São Paulo pagou 6,2 milhões de euros (R$ 20,7 milhões) por 50% de seus direitos econômicos. A venda de Pratto acabou se tornando a segunda maior do Atlético, ficando atrás apenas da negociação de Bernard com o Shakhtar Donetsk, da Ucrânia, em 2013, por 25 milhões de euros (R$ 77 milhões na época). No São Paulo, Pratto herdou a camisa 14, que pertencia a David Neres, vendido ao Ajax. Fez sua estreia no dia 18 de fevereiro, em jogo contra o Mirassol, pelo Campeonato Paulista, fazendo seu primeiro gol com a camisa do São Paulo no empate por 2–2. Na rodada seguinte, contra o São Bento, marcou dois gols na vitória por 3–2.
Em 27 de agosto, na derrota do São Paulo por 4–2 para o Palmeiras, em jogo válido pelo Campeonato Brasileiro, Pratto deixou o clássico de ambulância, após levar uma joelhada na cabeça em lance acidental com Hernanes, seu companheiro de equipe, aos 22 minutos de jogo. O jogador foi encaminhado a um hospital, passou por exames e ficará em observação. Após ficar 11 jogos sem marcar, voltou a balançar as redes na vitória por 2–1 sobre o Atlético Paranaense, de virada. Após o São Paulo afastar qualquer chance de rebaixamento no campeonato, revelou que jogou com uma lesão na coxa por um mês, iniciando o tratamento e perdendo os últimos jogos do campeonato. Terminou o ano como artilheiro do São Paulo na temporada, com 14 gols marcados.

### River Plate
Em 8 de janeiro de 2018, foi vendido ao River Plate por 11,5 milhões de euros (R$ 44,4 milhões), mais uma quantia variável condicionada à performance. Horas depois, participou de uma entrevista coletiva ao lado de Raí para confirmar sua saída do São Paulo por questões familiares. No dia seguinte, após passar pelos exames médicos, assinou com o River até junho de 2022. Fez sua estreia em 28 de janeiro, entrando no decorrer da partida contra o Huracán, na derrota por 1–0. Ele marcou seu primeiro gol com a camisa do River no dia 18 de fevereiro, além de ter dado uma assistência para Rodrigo Mora no empate em 2–2 com o Godoy Cruz, no Monumental de Núñez.
Pratto deixou o River em 2021, no total ele fez 109 partidas e marcou 26 gols. Conquistou a Libertadores de 2018, além de uma Recopa Sul-Americana, uma Copa Argentina e uma Supercopa Argentina no clube.

### Feyenoord
Após perder espaço no River, foi anunciado pelo Feyenoord no dia 1 de janeiro de 2021.
No dia 9 de maio, na derrota por 0–3 para o Ajax, Pratto sofreu uma grave lesão no fim da partida e fraturou o tornozelo. O atacante saiu de campo chorando.

### Retorno ao Vélez Sarsfield
Em 27 de agosto de 2021, acertou seu retorno ao Vélez Sarsfield, assinando até o fim de 2023.
O Flamengo venceu o Vélez  no jogo de volta das semifinais da Copa Libertadores e com uma vitória por 2 a 1 e um agregado de 6 a 1, eliminou o Vélez, o gol do Vélez foi marcado por Pratto, que com esse golo chegou aos 30 gols -seis, na Universidad Católica; oito, em Vélez Sarsfield; nove, pelo River Plate e sete, no Atlético Mineiro e ficou a uma vitória de Daniel Onega, maior artilheiro argentino da Copa Libertadores.

### Defensa Y Justicia
Em 25 de julho de 2023, Lucas Pratto acertou com o Defensa Y Justicia após deixar o Vélez. O acordo com o clube é por um ano, renovável por mais seis meses.

### Olimpia
Em 13 de janeiro de 2024, Lucas Prato foi anunciado como novo jogador do Olimpia.

### Sarmiento
No dia 4 de Junho de 2025, Pratto acertou sua ida ao Sarmiento da Argentina.

## Seleção Nacional
Em outubro de 2015, suas boas atuações, aliada a falta de bons atacantes na Seleção Brasileira (e por ainda não ter sido convocado para a Seleção Argentina) fez com que a imprensa brasileira começasse a fazer um lobby para que Pratto fosse convocado para a Seleção Brasileira. Chegou-se a noticiar, inclusive, que o empresário e o advogado do jogador iniciaram um processo de naturalização, a pedido do próprio Pratto. De acordo com o regulamento da FIFA, mesmo conseguindo a cidadania brasileira, o atacante não poderia defender a seleção brasileira antes de 2020, quando completaria cinco anos no futebol brasileiro. Em uma entrevista a uma rádio argentina, Pratto disse que pensaria com carinho caso fosse convocado. Dias depois, porém, Pratto concedeu uma entrevista à Goal Argentina e deixou claro que antes queria esgotar todas as possibilidades na Albiceleste.
Sua tão sonhada convocação para a Seleção Argentina aconteceu, finalmente, no dia 12 de agosto de 2016, quando ele foi convocado pela primeira vez para a Seleção Argentina. Ele integrou a primeira lista de convocação do técnico Edgardo Bauza no comando da Albiceleste. Sua estreia na equipe Argentina aconteceu na vitória por 1–0 sobre o Uruguai. Na ocasião, Lionel Messi garantiu o triunfo para a equipe. Na partida seguinte, os comandados de Bauza perdiam por 0–2 para a Venezuela e o atacante comandou a reação da equipe fazendo o seu primeiro gol em sua seleção principal. No decorrer da partida, Otamendi garantiu o empate.

## Vida pessoal
Pratto foi criado por sua mãe Daniela, ajudada por seu irmão mais velho Leandro. Além deste, ele tem três outros irmãos por parte de pai. Pratto tem uma filha chamada Pia, nascida em 2010, e tem uma tatuagem que a retrata, bem como uma que retrata sua mãe. Lucas gosta de rock and roll, sendo fã de AC/DC, Foo Fighters, Kiss e da banda argentina La Renga, de quem também tem uma tatuagem. É também aficionado pela animação Os Simpsons, tendo tatuagens dos personagens Homer e Bart e um bulldog inglês chamado Ajudante de Papai Noel. Pratto declarou ser originalmente torcedor do Boca Juniors. Ele possui passaporte italiano.

## Estatísticas
Atualizadas até 30 de maio de 2019.
| Clube                | Temporada | Campeonato nacional | Campeonato nacional | Copa nacional[b] | Copa nacional[b] | Competições continentais | Competições continentais | Outros torneios[c] | Outros torneios[c] | Total | Total |
| Clube                | Temporada | Jogos               | Gols                | Jogos            | Gols             | Jogos                    | Gols                     | Jogos              | Gols               | Jogos | Gols  |
| -------------------- | --------- | ------------------- | ------------------- | ---------------- | ---------------- | ------------------------ | ------------------------ | ------------------ | ------------------ | ----- | ----- |
| Tigre                | 2007–08   | 13                  | 1                   | –                | –                | –                        | –                        | –                  | –                  | 13    | 1     |
| Tigre                | Total     | 13                  | 1                   | 0                | 0                | 0                        | 0                        | 0                  | 0                  | 13    | 1     |
| Lyn                  | 2008      | 6                   | 1                   | –                | –                | –                        | –                        | –                  | –                  | 6     | 1     |
| Lyn                  | 2009      | 15                  | 3                   | 4                | 3                | –                        | –                        | –                  | –                  | 19    | 6     |
| Lyn                  | Total     | 21                  | 4                   | 4                | 3                | 0                        | 0                        | 0                  | 0                  | 25    | 7     |
| Boca Juniors         | 2009–10   | 2                   | 0                   | –                | –                | –                        | –                        | –                  | –                  | 2     | 0     |
| Boca Juniors         | Total     | 2                   | 0                   | 0                | 0                | 0                        | 0                        | 0                  | 0                  | 2     | 0     |
| Unión de Santa Fe    | 2009–10   | 19                  | 6                   | –                | –                | –                        | –                        | –                  | –                  | 19    | 6     |
| Unión de Santa Fe    | Total     | 19                  | 6                   | 0                | 0                | 0                        | 0                        | 0                  | 0                  | 19    | 6     |
| Universidad Católica | 2010      | 17                  | 4                   | 1                | 0                | –                        | –                        | –                  | –                  | 18    | 4     |
| Universidad Católica | 2011      | 18                  | 6                   | –                | –                | 10                       | 6                        | –                  | –                  | 28    | 12    |
| Universidad Católica | Total     | 35                  | 10                  | 1                | 0                | 10                       | 6                        | 0                  | 0                  | 46    | 16    |
| Genoa                | 2011–12   | 14                  | 1                   | 3                | 2                | –                        | –                        | –                  | –                  | 17    | 3     |
| Genoa                | Total     | 14                  | 1                   | 3                | 2                | 0                        | 0                        | 0                  | 0                  | 17    | 3     |
| Vélez Sarsfield      | 2011–12   | 12                  | 2                   | 1                | 1                | 7                        | 1                        | –                  | –                  | 20    | 4     |
| Vélez Sarsfield      | 2012–13   | 34                  | 10                  | 1                | 0                | 7                        | 1                        | –                  | –                  | 42    | 11    |
| Vélez Sarsfield      | 2013–14   | 35                  | 12                  | 1                | 0                | 11                       | 5                        | –                  | –                  | 47    | 17    |
| Vélez Sarsfield      | 2014      | 17                  | 11                  | –                | –                | 2                        | 0                        | –                  | –                  | 19    | 11    |
| Vélez Sarsfield      | Total     | 98                  | 35                  | 3                | 1                | 27                       | 7                        | 0                  | 0                  | 128   | 43    |
| Atlético Mineiro     | 2015      | 36                  | 13                  | 2                | 0                | 6                        | 3                        | 10                 | 6                  | 54    | 22    |
| Atlético Mineiro     | 2016      | 18                  | 5                   | 8                | 4                | 10                       | 4                        | 11                 | 6                  | 47    | 19    |
| Atlético Mineiro     | 2017      | –                   | –                   | –                | –                | –                        | –                        | 3                  | 0                  | 3     | 0     |
| Atlético Mineiro     | Total     | 54                  | 18                  | 10               | 4                | 16                       | 7                        | 24                 | 12                 | 104   | 41    |
| São Paulo            | 2017      | 35                  | 7                   | 4                | 2                | 2                        | 0                        | 7                  | 5                  | 48    | 14    |
| São Paulo            | Total     | 35                  | 7                   | 4                | 2                | 2                        | 0                        | 7                  | 5                  | 48    | 14    |
| River Plate          | 2017–18   | 13                  | 3                   | 4                | 4                | 14                       | 5                        | 2                  | 0                  | 33    | 12    |
| River Plate          | 2018–19   | 21                  | 4                   | 5                | 3                | 6                        | 2                        | 2                  | 1                  | 34    | 10    |
| River Plate          | Total     | 34                  | 7                   | 9                | 7                | 20                       | 7                        | 4                  | 1                  | 67    | 22    |

- b. ^ Jogos da Copa da Superliga Argentina
- c. ^ Jogos do Campeonato Mineiro, Campeonato Paulista, Primeira Liga do Brasil, Supercopa Argentina, Copa do Mundo de Clubes da FIFA e Recopa Sul-Americana.

## Títulos
Universidad Católica
- Campeonato Chileno: 2010

Vélez Sarsfield
- Campeonato Argentino: Inicial 2012, 2012–13
- Supercopa Argentina: 2013

Atlético Mineiro
- Campeonato Mineiro: 2015
- Florida Cup: 2016

River Plate
- Supercopa Argentina: 2017
- Copa Libertadores da América: 2018
- Recopa Sul-Americana: 2019
- Copa Argentina: 2018–19

### Prêmios individuais
- Futebolista do Ano na Argentina (Olimpia de Plata): 2014[2]
- Artilheiro do Campeonato Argentino: 2014
- Gol mais bonito do Campeonato Mineiro: 2015[78]
- Seleção do Campeonato Mineiro: 2015,[34] 2016
- Craque do Campeonato Mineiro: 2015[79]
- Jogador do Ano do Vélez Sarsfield: 2013, 2014
- Futebolista estrangeiro do ano no Chile: 2011[80]
- Bola de Prata: 2015
- Troféu EFE: 2015
- Prêmio Craque do Brasileirão: Futebolista estrangeiro do ano no Brasil de 2015[81]